# Ouro Mbororo
Ouro Mbororo est une localité du Cameroun située dans la commune de Moutourwa, le département du Mayo-Kani et la Région de l'Extrême-Nord, au pied des monts Mandara, à proximité de la frontière avec le Tchad.

## Localisation
Ouro Mbororo est localisé à 10°16'17" Nord de latitude et 14°05‘53" Est de longitude.